# 米勒·施維拿
米勒·施維拿（1999年8月27日—）是一名職業足球員，司職守門員，現時效力意甲球會羅馬。於比利時出生的施維拿代表塞爾維亞參加國際賽事。

## 球會生涯

### 早年生涯
施維拿出身於比利時球會KFCO维尔赖克和的青年隊，並在10歲時轉投安德列治。2015年8月27日，施維拿與安德列治簽下個人首份職業合約，為期三年。他在接下來的2016–17賽季正式獲提拔至球會一隊，並在對陣夏雷若的比利時盃比賽中首次入選比賽名單，但並未上陣。他亦是安德列治在2017年比利時超級盃中的後備門將，並隨隊奪冠。

### 賓菲加
2017年8月28日，葡超衛冕冠軍賓菲加宣布簽入施維拿，他簽下一紙為期五年的合約。同年10月14日，他在對陣的葡萄牙盃比賽中上演職業生涯地標戰，並成功保持不失球，協助球隊以1–0勝出，同時成為賓菲加球會史上最年輕上陣的龍門。四天後，他在對陣曼聯的欧冠小組賽中以18歲又52日的年紀打破由所保持的紀錄，成為賽事史上最年輕上陣的龍門。施維拿在比賽中作出多次撲救，但他於比賽65分鐘防守由所主射的罰球時犯錯，令球隊以1–0落後，賓菲加最終以同樣比數落敗。他在同樣對陣曼聯的次循環小組賽再次為賓菲加上陣，在施維拿比賽第15分鐘救出由主射的十二碼，成為欧冠史上最年輕救出十二碼的龍門。在上半場補時階段，射門在擊中門柱後反彈到施維拿的身上，並隨即溜過球門線，令施維拿成為賽事史上最年輕射入烏龍球的球員。

### 羅馬
2022年7月1日，意甲球會羅馬宣布免費簽入施維拿，他於球會簽約至2027年6月。
2024年2月22日，他在對陣飛燕諾的歐霸盃淘汰圈附加賽中上陣，並在互射十二碼階段救出兩個十二碼，令羅馬以4–2擊敗對手晉級十六強。

## 國家隊生涯
施維拿於比利時出生，而他的父母為塞爾維亞人，因此他同時擁有代表比利時或塞爾維亞的資格。

### 青年隊
施維拿曾效力比利時各級青年國家隊，他曾隨隊參與2016年歐洲U-17足球錦標賽，擔任球隊的一號門將。

### 成年隊
2021年8月20日，施維拿首次獲塞爾維亞國家隊徵召，參與對陣卡塔爾、盧森堡和愛爾蘭的比賽。同年9月1日，施維拿在對陣卡塔爾的熱身賽中上演國家隊生涯地標戰，並保持清白之身，協助球隊以4–0擊敗對手。他在同年10月再次獲徵召，參與對陣盧森堡和阿塞拜疆的比賽，但他並未在該國際賽期上陣。
2024年3月5日，施維拿在相隔近三年後首次獲塞爾維亞重召，但他拒絕了此次徵召，塞爾維亞領隊及後在記者會中表示施維拿將不會再獲塞爾維亞徵召。

## 個人生活
施維拿的父親亦是一名足球守門員，他曾代表南斯拉夫出戰1982年國際足協世界盃。

## 生涯統計

### 球會
最後更新：2024年5月9日
| 效力球會  | 球季     | 聯賽     | 聯賽 | 聯賽 | 國家盃賽 | 國家盃賽 | 聯賽盃賽 | 聯賽盃賽 | 歐洲賽 | 歐洲賽 | 總計 | 總計 |
| 效力球會  | 球季     | 聯賽     | 上陣 | 入球 | 上陣     | 入球     | 上陣     | 入球     | 上陣   | 入球   | 上陣 | 入球 |
| --------- | -------- | -------- | ---- | ---- | -------- | -------- | -------- | -------- | ------ | ------ | ---- | ---- |
| 安德列治  | 2016–17  | 比甲A    | 0    | 0    | 0        | 0        | —        | —        | 0      | 0      | 0    | 0    |
| 賓菲加    | 2017–18  | 葡超     | 3    | 0    | 1        | 0        | 2        | 0        | 3      | 0      | 9    | 0    |
| 賓菲加    | 2018–19  | 葡超     | 1    | 0    | 6        | 0        | 4        | 0        | 0      | 0      | 11   | 0    |
| 賓菲加    | 2019–20  | 葡超     | 1    | 0    | 0        | 0        | 0        | 0        | 0      | 0      | 1    | 0    |
| 賓菲加    | 2020–21  | 葡超     | 2    | 0    | 0        | 0        | 0        | 0        | 0      | 0      | 2    | 0    |
| 賓菲加    | 總計     | 總計     | 7    | 0    | 7        | 0        | 6        | 0        | 3      | 0      | 23   | 0    |
| 賓菲加B隊 | 2018–19  | 葡甲     | 2    | 0    | —        | —        | —        | —        | —      | —      | 2    | 0    |
| 賓菲加B隊 | 2019–20  | 葡甲     | 20   | 0    | —        | —        | —        | —        | —      | —      | 20   | 0    |
| 賓菲加B隊 | 2020–21  | 葡甲     | 21   | 0    | —        | —        | —        | —        | —      | —      | 21   | 0    |
| 賓菲加B隊 | 2021–22  | 葡甲     | 13   | 0    | —        | —        | —        | —        | —      | —      | 13   | 0    |
| 賓菲加B隊 | 總計     | 總計     | 56   | 0    | —        | —        | —        | —        | —      | —      | 56   | 0    |
| 羅馬      | 2022–23  | 意甲     | 3    | 0    | 0        | 0        | —        | —        | 1      | 0      | 4    | 0    |
| 羅馬      | 2023–24  | 意甲     | 12   | 0    | 1        | 0        | —        | —        | 14     | 0      | 27   | 0    |
| 羅馬      | 總計     | 總計     | 15   | 0    | 1        | 0        | —        | —        | 15     | 0      | 31   | 0    |
| 生涯總計  | 生涯總計 | 生涯總計 | 78   | 0    | 8        | 0        | 6        | 0        | 18     | 0      | 110  | 0    |

1. ↑  於歐聯賽事上陣。
2. 1 2  於歐霸盃賽事上陣。

### 國家隊
最後更新：2021年9月1日
| 代表國家隊 | 年份 | 上陣 | 入球 |
| ---------- | ---- | ---- | ---- |
| 塞爾維亞   | 2021 | 1    | 0    |
| 總計       | 總計 | 1    | 0    |

## 榮譽

### 球會
安德列治
- 比利時超級盃：2017（英语：2017 Belgian Super Cup）[6]

 賓菲加
- 葡萄牙足球超级联赛：2018–19（英语：2018–19_Primeira_Liga）

 羅馬
- 歐霸盃亞軍：2022–23

## 外部連結
- 羅馬官方網站上的球員檔案 （页面存档备份，存于）
- 米勒·施維拿－UEFA國際賽競賽紀錄
- 米勒·施維拿於ForaDeJogo的個人資料